# 泰安電腦
泰安電腦科技股份有限公司（Tyan Computer Corporation），簡稱泰安電腦，是一間伺服器主機板的設計、生產及行銷公司，創立於1989年。

## 歷史
1984年，煙台聯合中學校長張敏之之子張彤離開IBM，跟朋友合作創立主要從事特殊應用積體電路（ASIC）設計的公司「Integrate CMOS System」。Integrate CMOS System被東芝買下以後，1989年，前矽統科技董事長杜俊元出資300萬美元協助張彤於美國矽谷創立泰安電腦，張彤自任泰安電腦總經理。1997年，神達電腦開始投資泰安電腦。2002年9月底，泰安電腦總部從矽谷遷往當時位於臺灣臺北市內湖區的神達電腦總部。
2006年9月，泰安電腦正式成立資訊長（CIO）一職，專門負責整體資訊科技（IT）建置，前神達電腦資訊部經理許育達擔任泰安電腦首任資訊長。
2006年11月14日，泰安電腦宣布成立「超級電腦事業群」（High Performance Product Group，簡稱HPG），正式推出新品牌「TyanPSC」與2款個人化超級電腦Typhoon T-600系列產品。
2007年3月22日，神達電腦宣布與泰安電腦合併，換股比例為神達電腦1股換泰安電腦1.26股，預定在該年第三季完成換股，泰安電腦將成為神達電腦旗下事業體，泰安電腦的品牌則由神達電腦繼續經營。
2007年5月24日，行政院公平交易委員會第811次委員會議決議，神達電腦與泰安電腦擬採吸收合併方式進行合併，合併後神達電腦為存續公司、泰安電腦為消滅公司，合致《公平交易法》第6條第1項第1款之結合型態，故依《公平交易法》第12條第1項不禁止此合併案。
2007年8月6日，泰安電腦首度公開說明與神達電腦合併的細節，泰安電腦創辦人兼董事長張彤可能離職或轉任要職，泰安電腦將成為神達電腦旗下第五個事業體，而擔任研發角色的泰安電腦美國子公司將繼續存在。
2007年10月，泰安電腦與神達電腦正式合併，神達電腦為存續公司，泰安電腦為消滅公司，泰安電腦成為神達電腦旗下獨立事業體「泰安事業部」。
2010年6月，泰安事業部主要提供高階X86及X86-64位元伺服器/工作站主機板、高階系統技術與伺服器解決方案，包括Intel及AMD伺服器平台。
2014年9月1日，由神達投資控股分割出來的神雲科技正式成立運作，泰安事業部為神雲科技的雲端運算產品事業群主要品牌，以雲端資料與運算設備為核心發展。

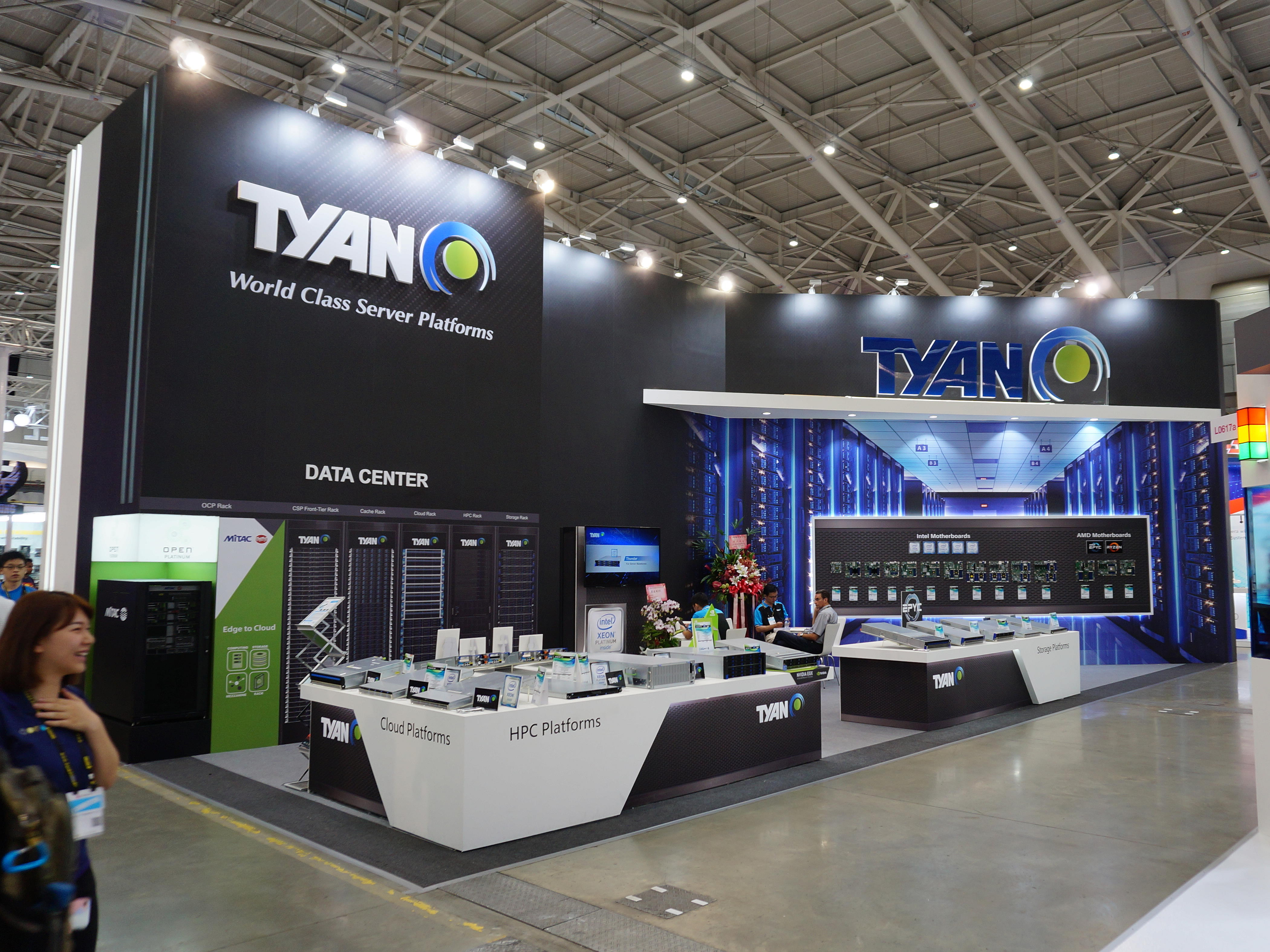
2019台北國際電腦展，神雲科技泰安事業部攤位

2014年10月，泰安事業部發佈第一台以IBM POWER 8架構為基礎的OpenPOWER客戶參考系統。OpenPOWER聯盟成立於2013年8月，泰安事業部為創始會員之一。